# Nitra (nádraží)
Nitra je železniční stanice, která se nachází na železniční trati č. 140 (Nové Zámky – Prievidza). Nachází se v městské části Staré Město, ze severu sousedí s autobusovým nádražím. Přímo před nádražní budovou se nachází zastávka městské autobusové dopravy.

## Historie
Objekt dvoupodlažní výpravní budovy nádraží pochází ze 70. let 19. století. K budově stanice byly v roce 1921 přistavěny pracovny pro výpravčí, rovněž byly zřízeny tři pokladny. V letech 1924-1925 byla provedena instalace elektrického osvětlení úředních místností a nádraží, čímž dostala nádraží dnešní podobu.

## Současnost
V grafikonu 2013/2014 platném od 15. prosince 2013 procházelo stanicí 21 spojů, začínalo v ní 26 a končilo 24.

## Rekonstrukce a elektrizace
V roce 2011 padlo rozhodnutí namísto rekonstrukce vybudovat novou budovu nádraží. Odhadované náklady na tuto stavbu dosahovaly polovinu původně plánovaných. Stavba však nebyla realizována v důsledku nedostatku peněz. V létě 2013 byla vybrána firma, která měla za úkol uskutečnit technicko-ekonomickou studii pro elektrizaci a optimalizaci tratě Leopoldov – Nitra – Šurany. Plánované úpravy mají „připravit podmínky pro moderní dopravní systém integrované kolejové dopravy“ a také propojení s Bratislavou. Podle Železnic Slovenskej republiky by se v Nitře měly „realizovat nejnutnější úpravy a zastřešení nástupišť, osvětlení, vybudování vizuálního informačního systému a také bezbariérového přístupu pro cestující, jakož i kamerového systému“. Zřízen by měl být i vizuální informační systém na stanici. Elektrizováno bude celkem 8 kolejí. Rekonstrukce se měla uskutečnit po roce 2015. V lednu 2016 se nicméně s elektrizací již nepočítalo. Nebylo ani jisté v jaké formě a zda proběhne rekonstrukce železniční stanice v Nitře.